# Петрово-Хутар
Петрово-Хутар (рос. Петрово-Хутарь) — село в Черемисиновському районі Курської області Російської Федерації.
Населення становить 337[23] осіб. Входить до складу муніципального утворення Петровська сільрада.

## Історія
Населений пункт розташований на території українського етнічного та культурного краю Східна Слобожанщина.
Від 2004 року входить до складу муніципального утворення Петровська сільрада.

## Населення
| 2002 | 2010 | 2012 | 2013 | 2014 | 2015 | 2016 |
| ---- | ---- | ---- | ---- | ---- | ---- | ---- |
| 387  | ↘334 | ↘326 | ↘322 | ↘316 | →316 | ↗333 |
| 2017 | 2018 | 2019 | 2020 | 2021 |      |      |
| ↗353 | ↗359 | ↘352 | ↘344 | ↘337 |      |      |